# Coutisse
Coutisse (en wallon Coutisse) est une section de la ville belge d'Andenne située en Région wallonne dans la province de Namur. 
Le 3 septembre 1790, durant la révolution brabançonne, l'armée des patriotes remporta une victoire sur l'armée impériale commandée par Blaise Colomban de Bender. 
C'était une commune à part entière depuis 1886 faisant partie jusque-là de la commune d'Andenne pour y être réintégrée lors des fusions des communes de 1977.

## Géographie

### Hameaux et lieux-dits
Lieux et lieux-dits : Allavaux, Arches royales, Bohisseaux, Croix, Froidebise, Grande Croix, Grosse, Jodion, Kévret, Leumont, Lionfontaine, Nalamont, Sainte-Begge, Saint-Mort, Treton, Vieux Tauves

### Urbanisme
Coutisse est un village rural par excellence, sa dénomination romane « Culticia » (terre cultivée) le signifiait déjà. Hameaux éparpillés souvent fort éloignés du centre de la paroisse, où alternent vieilles maisons de pierre et belles fermes anciennes, ou beaux ensembles pierre et brique typiques de la région, dont la Ferme de Grosse, celle des Arches Royales, de Croix, de Leumont (près du site légendaire de Sainte-Orbie), et le ravissant Moulin de Kevret, avec sa roue à aubes.

## Évolution démographique
- Source: DGS, 1831 à 1970=recensements population, 1976= habitants au 31 décembre

## Patrimoine et culture

### Patrimoine architectural
- Ferme de Grosse.
- Ferme de Bohissaux. Datant en grande partie des XIXe et XXe siècles[1].
- Ferme et château des Arches Royales.
- Ferme de la Croix, daté de 1791[1].
- Ferme de Leumont, dernier tiers du XVIIIe siècle[2].
- Ferme de Lavau.
- Moulin de Kervet, route des fonds, (XVIIe siècle)[1].
- Église Saint-Hubert. Edifice de style néo-classique, bâti au XIXe siècle[3].

### Culture
- Coutisse en Fête asbl.